# NGC 5991
NGC 5991 في الفهرس العام الجديد، هي مجرة، تقع في كوكبة الحية. اكتشفت في 13 يونيو 1879 بواسطة إدوارد ستيفان.

## روابط خارجية
- NGC 5991 على موقع ويكي سكاي: DSS2, SDSS, GALEX, IRAS, Hydrogen α, X-Ray, Astrophoto, Sky Map, Articles and images